# Edward Fielding
Edward Fielding, född 19 mars 1875 i Brooklyn, New York, död 10 januari 1945 i Beverly Hills, Los Angeles, Kalifornien, var en amerikansk skådespelare. Fielding påbörjade sin karriär under det tidiga 1900-talet och medverkade 1905-1939 i många pjäser på Broadway. Fielding medverkade efter Broadway-karriären i över 80 Hollywoodfilmer. Hans roller var i dessa alltid små, men han medverkade i flera av 1940-talets mest uppmärksammade filmer.

## Filmografi i urval
- 1940 – Allt detta och himlen därtill
- 1940 – Kitty Foyle – ung modern kvinna
- 1940 – Rebecca
- 1941 – Folket utan fosterland
- 1941 – Lärkan i skyn
- 1941 – Blommor i skugga (ej krediterad)
- 1941 – Illdåd planeras? (ej krediterad)
- 1941 – Natten är så kort... (ej krediterad)
- 1941 – Olycksfåglar till sjöss (ej krediterad)
- 1942 – I detta vårt liv
- 1942 – Kadettflamman
- 1942 – Bragdernas man
- 1942 – Slumpens skördar (ej krediterad)
- 1943 – Ett sånt fruntimmer
- 1943 – Skuggan av ett tvivel (ej krediterad)
- 1943 – Sången om Bernadette (ej krediterad)
- 1943 – Madame Curie (ej krediterad)
- 1943 – Hasardspelaren (ej krediterad)
- 1944 – Kvinnan i mörkret
- 1944 – I skuggan av ett tecken (ej krediterad)
- 1944 – En kvinnas väg (ej krediterad)
- 1944 – Mrs. Parkington (ej krediterad)
- 1945 – Högt spel i Saratoga (ej krediterad)
- 1945 – Ingen hejd på galenskaperna (ej krediterad)
- 1945 – Trollbunden (ej krediterad)